# Sollevamento (matematica)
In matematica, più precisamente in topologia algebrica, un sollevamento di una funzione continua {\displaystyle f} tra due spazi topologici {\displaystyle Y} e {\displaystyle X} ad un rivestimento {\displaystyle p\colon R\to X} è una funzione continua {\displaystyle {\tilde {f}}\colon Y\to R} tale che {\displaystyle p\circ {\tilde {f}}=f}.

## Sollevamento di archi e di omotopie
I due casi principali di sollevamento, che vengono usati nelle dimostrazioni delle principali proprietà dei rivestimenti, riguardano gli archi e le omotopie, ovvero di funzioni continue (rispettivamente) dall'intervallo unitario {\displaystyle I} e dal quadrato {\displaystyle I\times I}. In entrambi i casi il sollevamento esiste ed è unico a meno della scelta di un punto base: ovvero, scelto un {\displaystyle y_{0}\in Y}, il sollevamento {\displaystyle {\tilde {f}}} è unico una volta fissata l'immagine {\displaystyle {\tilde {f}}(y_{0})}. La dimostrazione di queste proprietà sfrutta la compattezza di {\displaystyle I} e di {\displaystyle I\times I}: attraverso questa è infatti possibile suddividerli in un numero finito di intervalli (o di rettangoli) la cui immagine tramite {\displaystyle f} è contenuta in un aperto ben ricoperto di {\displaystyle X}, che è quindi omeomorfo a un sottospazio di {\displaystyle R}; è necessario poi sollevare {\displaystyle f} intervallo per intervallo verificando che la funzione ottenuta sia continua.
Nel caso in cui l'arco sia chiuso (ovvero sia un cappio), non è detto che il suo sollevamento sia anch'esso un cappio, anche se il suo punto finale appartiene comunque alla controimmagine del punto iniziale dell'arco originale. Questa proprietà, lungi dall'essere un problema, rappresenta invece una proprietà cruciale dei rivestimenti: permette infatti di definire un'azione destra
{\displaystyle p^{-1}(x_{0})\times \pi _{1}(X,x_{0})\to p^{-1}(r_{0}),}
{\displaystyle (r,[\alpha ])\mapsto {\tilde {\alpha }}_{r}(1),}
(dove {\displaystyle \pi _{1}} è il gruppo fondamentale); se {\displaystyle X} è connesso per archi, il suo stabilizzatore è l'immagine {\displaystyle p_{*}\pi _{1}(R,r_{0})}, e si ottiene una corrispondenza biunivoca tra le classi laterali di quest'ultimo in {\displaystyle \pi _{1}(X,x_{0})} e la cardinalità di {\displaystyle p^{-1}(r_{0})}, ovvero il grado del rivestimento.

## Esistenza e unicità
L'esistenza di un sollevamento non è sempre garantita, ma dipende da alcune proprietà topologiche degli spazi coinvolti e dalle relazioni tra i loro gruppi fondamentali. Fissati dei punti base {\displaystyle r_{0}}, {\displaystyle x_{0}} e {\displaystyle y_{0}} (rispettivamente in {\displaystyle R}, {\displaystyle X} e {\displaystyle Y}) che si corrispondono tramite {\displaystyle f} e {\displaystyle p}, l'esistenza di un sollevamento implica che
{\displaystyle f_{*}\pi _{1}(Y,y_{0})\subseteq p_{*}\pi _{1}(R,r_{0})}
Viceversa, questa condizione è anche sufficiente a garantire l'esistenza di un sollevamento sotto l'ipotesi che {\displaystyle Y} sia localmente connesso per archi (questa viene usata per dimostrare che {\displaystyle {\tilde {f}}} è continua). Nel caso particolare in cui {\displaystyle Y} sia semplicemente connesso, {\displaystyle f_{*}\pi _{1}(Y,y_{0})} si riduce al sottogruppo costituito dal solo elemento neutro, e quindi un sollevamento esiste per ogni funzione continua {\displaystyle f}. Il sollevamento {\displaystyle {\tilde {f}}} può essere espresso esplicitamente come
{\displaystyle {\tilde {f}}(y)={\tilde {\beta }}_{r_{0}}(1),}
dove {\displaystyle {\tilde {\beta }}_{r_{0}}} è il sollevamento con base {\displaystyle r_{0}} dell'arco {\displaystyle f\circ \alpha } e {\displaystyle \alpha } è un arco in {\displaystyle Y} tra {\displaystyle y_{0}} e {\displaystyle y}.
L'unicità del sollevamento è invece garantita, a meno della scelta di un punto base, sotto l'unica ipotesi della connessione di {\displaystyle Y}.

## Sollevamento di rivestimenti
Un caso interessante si ha quando la funzione {\displaystyle f} è un rivestimento: in tal caso, l'eventuale sollevamento di {\displaystyle f} è anch'esso un rivestimento. Questo permette di definire una relazione d'ordine parziale tra i rivestimenti (puntati) di uno spazio {\displaystyle X} (modulo omeomorfismi) che corrisponde all'ordine parziale dei sottogruppi di {\displaystyle \pi _{1}(X,x_{0})}. I suoi estremi sono {\displaystyle X} stesso e (se esiste) il rivestimento universale di {\displaystyle X}, che quindi riveste ogni rivestimento di {\displaystyle X}.